# Golf
Golf je šport, pri katerem poskuša igralec z udarci s palico spraviti žogico v luknjo v tleh. Je ena redkih iger z žogo, ki nima standardiziranega igrišča. Vsako igrišče za golf ima tako svojo obliko, največkrat je v njem 9 ali 18 lukenj.

## Zgodovina
Golf so pričeli igrati že v obdobju Rimljanov v sicer malo drugačni obliki. Z ukrivljeno palico so udarjali usnjeno žogico. V 15. stoletju so na Danskem igrali podobno igro na ledu, Francozi in Belgijci pa na travnikih. V 16. stoletju so na Škotskem v mestecu St. Andrews postavili prvo igrišče in napisali prva pravila, zato je uveljavljeno mnenje, da je Škotska zibelka golfa in da so oni prvi izumili oz. iznašli golf.

## Opis
V dvajsetem stoletju se je golf razširil po celem svetu, saj se je pocenil in ga lahko igrajo različni sloji prebivalstva. Na svetu je več kot 60 milijonov igralcev. V Angliji jih je 3 milijone, v Evropi pa preko 6 milijonov. V Sloveniji je približno 6 tisoč igralcev golfa. Golf je lahko tudi kot turistična ponudba, šport in rekreacijo v prostem času. Igralec mora imeti dobro koncentracijo, psihično pripravljenost, fizično kondicijo in usklajenost gibov. Celotna igra traja od štiri do pet ur. V skupini so običajno največ štirje igralci, medtem ko na Britanskem otočju skupino sestavljata lahko največ dva igralca. Golfišče ima praviloma 18 lukenj oz. igralnih polj, ki imajo na koncu ravno in gladko košeno zelenico z luknjo imenovano green. Vsaka luknja, ki je različne dolžine, od 100 do čez 500 metrov, ima predpisano število udarcev (par) s katerimi je treba žogico spraviti v luknjo. Cilj igre je žogico spraviti v luknjo s čim manj udarci. Najkrajše luknje (50 m–200 m) imajo tri, srednje (200 m–400 m) štiri, najdaljše (420 m–600m) pa pet predpisanih udarcev. Ti predpisani udarci se imenujejo par. Torej je luknja s tremi predpisanimi udarci par 3, štirimi udarci par 4 in petimi udarci par 5. Igrišče z 18 luknjami ima navadno predpisano število udarcev 72, kar pomeni, da je to igrišče par 72, saj ima igrišče po navadi po 4 pare 3, 10 parov 4, in 4 pare 5. V povprečju naj bi bili profesionalci zmožni odigrati par igrišča na zelo zahtevnih igriščih.

### Oprema
Igralec potrebuje komplet palic za dolge in kratke udarce (tipično 14 različnih palic) s torbo za golf, žogice, rokavice in primerno obleko. Torbo lahko nosi ali vozi z ročnim vozičkom. V klubih na večjih golfiščih si je možno izposoditi tudi avtomobilček.
Tipi palic:
- putter
- wedges (vedži) – lob wedge(60°–58°), sand wedge(56°–54°), gap wedpitching wedge(48°–42°)
- irons (železa) – 9 iron, 8 iron, 7 iron, 6 iron, 5 iron, 4 iron, 3 iron, 2 iron, 1 iron
- woods (lesovi) – hibrid (4, 5), les (3, 5, 7), driver (1, 2).

Na turnirju ima lahko igralec v torbi največ 14 palic, zato mora vnaprej izbrati, katere bo uporabil.

## Igrišče
Igrišče je sestavljeno iz 
- Splošnega območja igre
- udarjališča
- vsa območja s kaznijo (če žogica pristane na takšnem območju, igralec trpi en udarec kazni, a lahko nadaljuje igro s kraja olajšave). Območje je označeno z rumeno in rdečo barvo, rdeči količek pomeni, da napaka pri udarcu pomeni kazen dveh udarcev. Območje je lahko označeno tudi s črto.
- vsi bunkerji (bunker je posebej pripravljeno območje peska, pogosto vdolbina, luknja, s katere je odstranjena travna ruša.)
- zelenica luknje, ki je cilj določenega igrišča.

Igrišče ima svoje meje, določene s črto, steno, naravnimi mejami, ali preprosto ribniki, močvirjem, nevzdrževanimi območji, kjer igra ni mogoča ali ni predvidena. Območja s kaznijo žoga lahko preleti, a če žogica pristane na takšnem območju, se igra nadaljuje z najbližje točke za olajšavo (relief).
Pravila igre urejajo, kako se ravnati, če bi psiček pobral žogice z igrišča, če bi se žogica zagozdila, izgubila, kaj se lahko umakne ali premakne na igrišču, da bi se omogočil boljši udarec. 

## Štetje in tekma
Golf je v svoji osnovni funkciji igra spretnosti. Golf igrišča so na nek način parki in tekma lahko postane zelo različna glede na družbo, s katero se ta park obišče. Težavnost terena, težavnost tempa, sposobnost in natreniranost igralca zna spremeniti potek igre. Da bi se obisk parka časovno in tekmovalno premislilo, so označili povprečen rezultat sposobnega igralca na nekem igrišču. Povprečen rezultat se imenuje PAR in je izražen s celim številom. Izračuna se moč in doseg dobro usmerjenega udarca in doda 2 udarca za bližnje ciljane luknje. Običajno so igrišča s PAR 3, 4 ali 5. Igrišča so praviloma krajša, od 230 do 400 metrov, a so možna tudi igrišča do 650 metrov, ki pa imajo zato višji PAR.

#### Štetje
Par je prej znano število.
| pod/nad par | Ime                      | kaj pomeni ime     |
| ----------- | ------------------------ | ------------------ |
| −4          | Condor                   | 4 udarce pod       |
| −3          | Albatross (Double eagle) | 3 udarce pod       |
| −2          | Eagle                    | 2 udarca pod       |
| −1          | Birdie                   | en udarec pod      |
| E           | Par                      | kot treba (on par) |
| +1          | Bogey                    | en udarec nad      |
| +2          | Double bogey             | 2 udarca nad       |
| +3          | Triple bogey             | 3 udarce nad       |

### Tekmovanje
Večinoma se golf igra kot seštevek udarcev ali igra, kdo je boljši po luknji. A golf ima zelo jasno predpisana pravila, kako se štejejo udarci na tekmovanjih. Pravila so lahko zelo raznolika tudi v igri parov.

### Handikap
Handikap je številčna ocena, kako močan, učinkovit je igralec v igri, ko igra 18 lukenj. Omogoča predvsem to, da so se lahko primerjali igralci, ki niso igrali neposredno med seboj. V profesionalnem športu golfa se še preučuje. Velja za neformalno oceno.

## Postavitev
Golf udarec je podoben teoretično vsem ostalim zamahom z športno opremo, načeloma tako tudi blizu uporabi sekire. Uravnavanje udarca je tako specifični kalibraciji, ki se ne prenaša v druge športne aktivnosti in se tako ne prenaša iz dejavnosti drugih športov.
Prva težava je postavitev igralca pred udarcem. Igralec mora biti vsaj deloma upognjen, z rahlo skrčenimi koleni. Mišice morajo biti minimalno obremenjene. Igralec mora biti obrnjen proti tarči s tistim delom telesa, ki je optimalen (ali je boljša leva ali desna roka...Desničar ima tarčo na levi strani). Daljši bolj močnejši udarci se odigrajo z žogo na sredini med igralčevo postavitvijo. Krajši kot so udarci, bolj se žoga postavi malenkost naprej od igralca, da ima ta več časa, da uravna krivuljo palice do samega stika z žogo.

### Mišičevje
Golf je igra udarcev, zahteva torej hkrati zelo mirno roko in hkrati ob določenih trenutkih zelo eksplozivno igro. Mišice so torej občasno preobremenjene, velikokrat pa skoraj neaktivne. Pomembno je skrbeti za sklepe, ravnotežje in primerno dihanje pred udarcem. Zadnji udarci, tako imenovani putt, se oprijemajo ročaja z močno roko pri dvojnem oprijemu na spodnjem ročaju, šibkejša roka pa skrbi za uravnavanje.